# Эрле, Альфонс
Альфонс Эрле (нем. Alfons Erle; 28 июля 1866, Вена — 7 июля 1939, Прага) — австрийский и немецкий военный деятель, в годы Первой мировой и Гражданской войны в России один из военачальников в легионе Украинских сечевых стрельцов. Позднее — бригадефюрер штурмовиков СА.

## Биография
Сын генерал-майора австро-венгерской армии. Окончил Терезианскую военную академию. В 1906 году зачислен в 3-й уланский полк в звании лейтенанта, в конце 1913 года зачислен в генеральный штаб австро-венгерских войск. В годы Первой мировой войны пребывал в штабе, параллельно занимал должность командира Гуцульской сотни при Украинском легионе.
1 ноября 1918 Эрле вступил в Украинскую Галицкую Армию, став начальником штаба при 1-м корпусе. С 1 января 1919 в звании майора. Представлял Западно-Украинскую Народную Республику на Парижской мирной конференции. Участвовал в гражданской войне против советских войск, а также воевал с поляками. В ноябре 1919 года вёл переговоры с Антоном Ивановичем Деникиным и Белым движением. В мае 1920 года попал в польский плен, 19 декабря того же года бежал из лагеря Тухля в Австрию.
С 1923 по 1931 годы Эрле работал банковским клерком. В конце 1920-х годов был назначен в Штирийское отделение службы государственной безопасности, руководил округом Хетцендорф. 29 октября 1930 принят в НСДАП с удостоверением № 301684, в ноябре зачислен в ряды штурмовиков по округу Майдлинг. С мая по ноябрь 1931 года руководил районным подразделением штурмовиков Майдлинга, 1 ноября 1931 произведён в штурмбаннфюреры. 1 июля 1933 стал оберштурмбаннфюрером.
С 1 сентября по 14 октября 1933 Эрле пребывал в австрийской тюрьме по обвинению в сотрудничестве с НСДАП, в январе 1935 года вынужден был уехать в Третий Рейх. С февраля по октябрь 1935 года работал в штабе помощи ветеранам войны на северо-западе страны. 20 апреля 1935 произведён в штандартенфюреры штурмовиков. С ноября 1935 по июль 1937 года в составе Австрийского легиона работал в Хагене-Вестфалии, с августа 1937 по апрель 1938 года в Гонзенхайме-при-Майнце. Повышен до звания оберфюрера.
В мае 1938 года Эрле переехал в Вену, где работал в австрийском отделении Имперской трудовой службы. 9 ноября 1938 получил звание бригадефюрера — высшее на тот момент звание служащего штурмовиков СА. С 1939 и до конца жизни был заместителем руководителя Имперской трудовой службы в XXXVI округе города Грац. Скоропостижно скончался в Праге.